# Sông Tầm Bó
Sông Tầm Bó là một con sông đổ ra Sông Ray. Sông có chiều dài 15 km và diện tích lưu vực là 82 km². Sông Tầm Bó chảy qua các tỉnh Đồng Nai, Bà Rịa - Vũng Tàu.